# GMC Jimmy

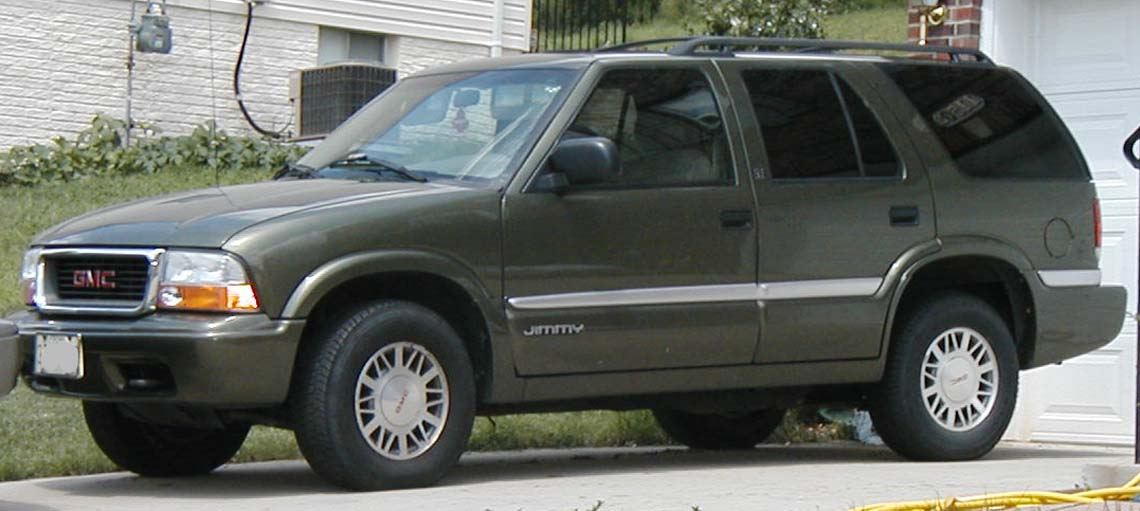
S-15 Jimmy, zweite Generation

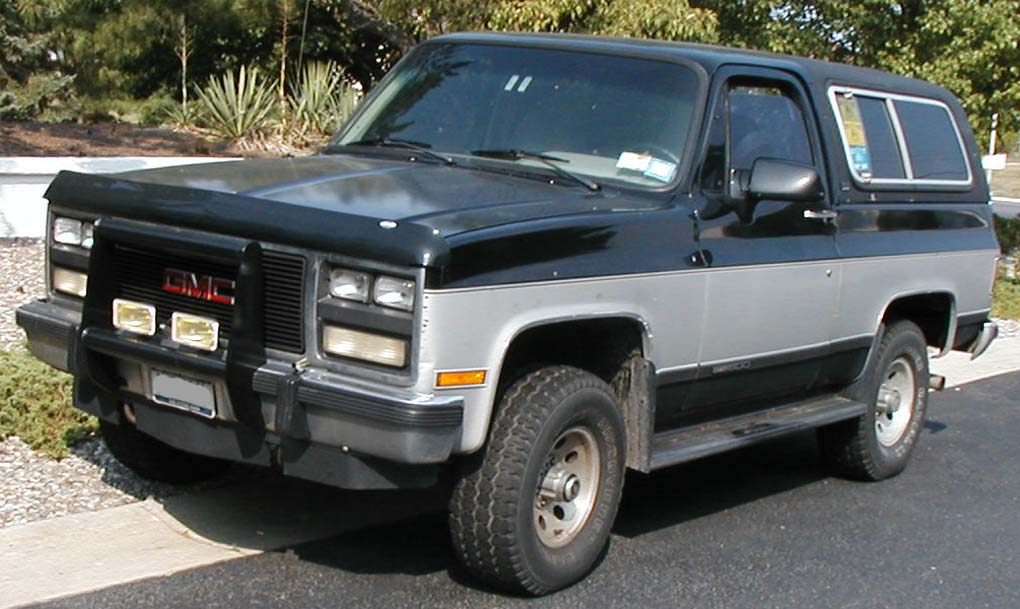
K5 Jimmy

Der GMC Jimmy ist ein in den USA von GMC produziertes Sport Utility Vehicle (SUV). Die Produktion des GMC Jimmy begann 1983 mit dem GMC Jimmy S-15. Der S-15 Jimmy basierte auf der gleichen Plattform und durchlief im Laufe seines Bestehens die gleichen technischen Überarbeitungen wie der Chevrolet S-10 Blazer und der Oldsmobile Bravada. Angetrieben wurde der Jimmy von dem aus dem Chevrolet Blazer bekannten 4,3-Liter-V6-Motor.
Daneben gab es den größeren K5 Jimmy, dieser basierte auf dem Chevrolet K5 Blazer.
Von 1992 bis 1993 wurde eine stärkere Version mit einem 4,3 l V6 Turbomotor mit 209 kW als GMC Typhoon vermarktet.
1993 wurde der K5 vom GMC Yukon abgelöst und es verschwand der Zusatz „S-15“ aus dem Namen S-15 Jimmy, und 1995 wurde der GMC Jimmy sowohl technisch als auch im Design grundsätzlich überarbeitet. Von 1998 bis 2000 wurde zusätzlich eine luxuriöse Version des Jimmy als Envoy angeboten. Im letzten Produktionsjahr 2000–2001 wurde stattdessen eine mit einer höherwertigen Ausstattung versehene Diamond Edition aufgelegt. 2001 wurde die Produktion des GMC Jimmy eingestellt. Das Nachfolgemodell wurde abermals als GMC Envoy angeboten, diesmal allerdings als Bezeichnung für das Grundmodell.

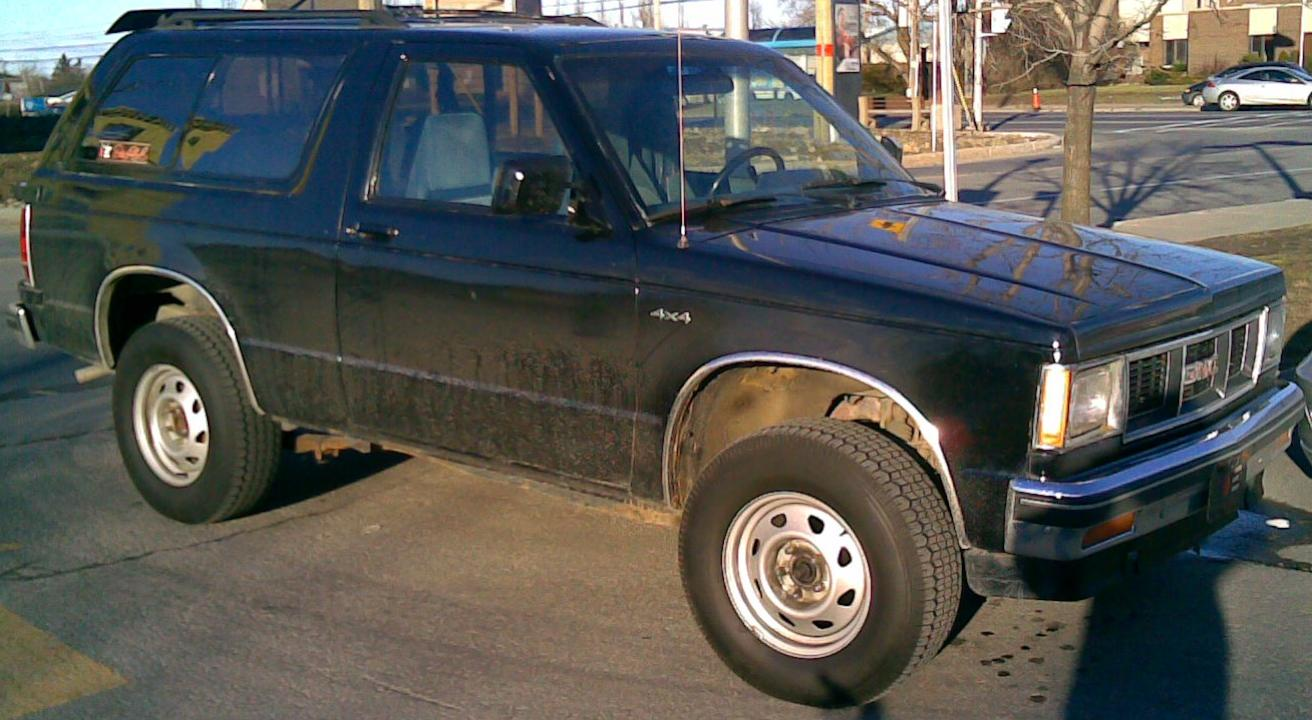
Zweitürer der ersten Generation
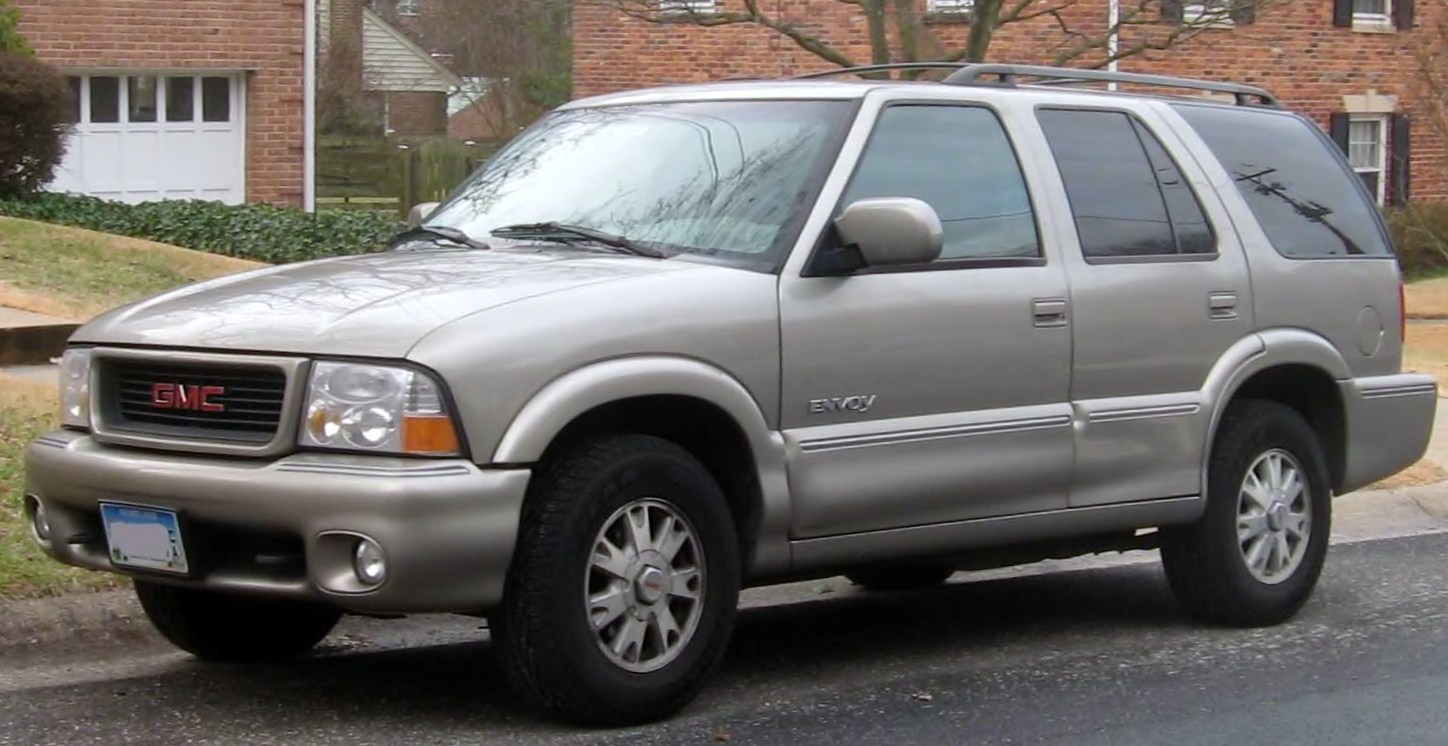
Jimmy Envoy
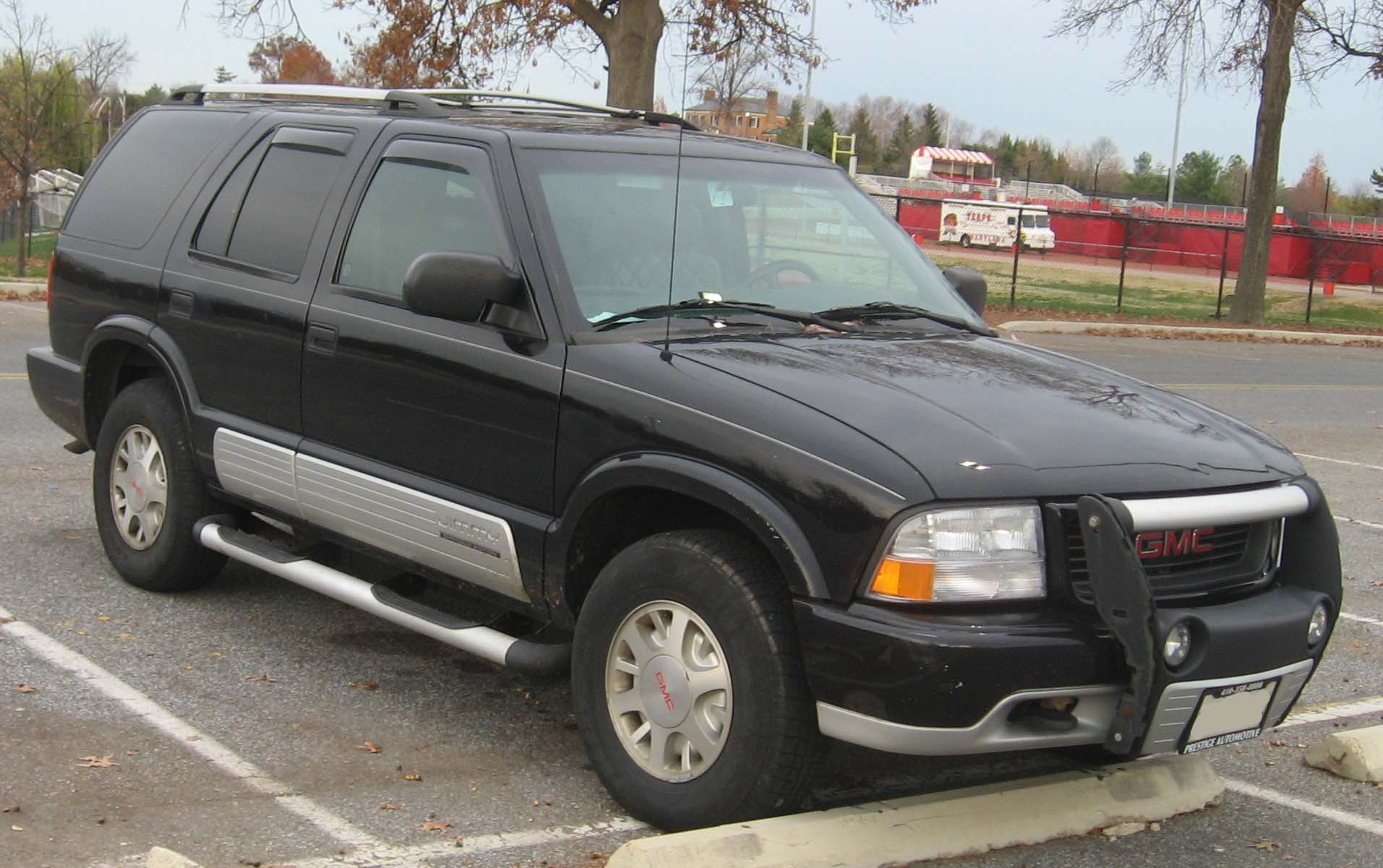
Diamond Edition